# Stefanie Lohaus

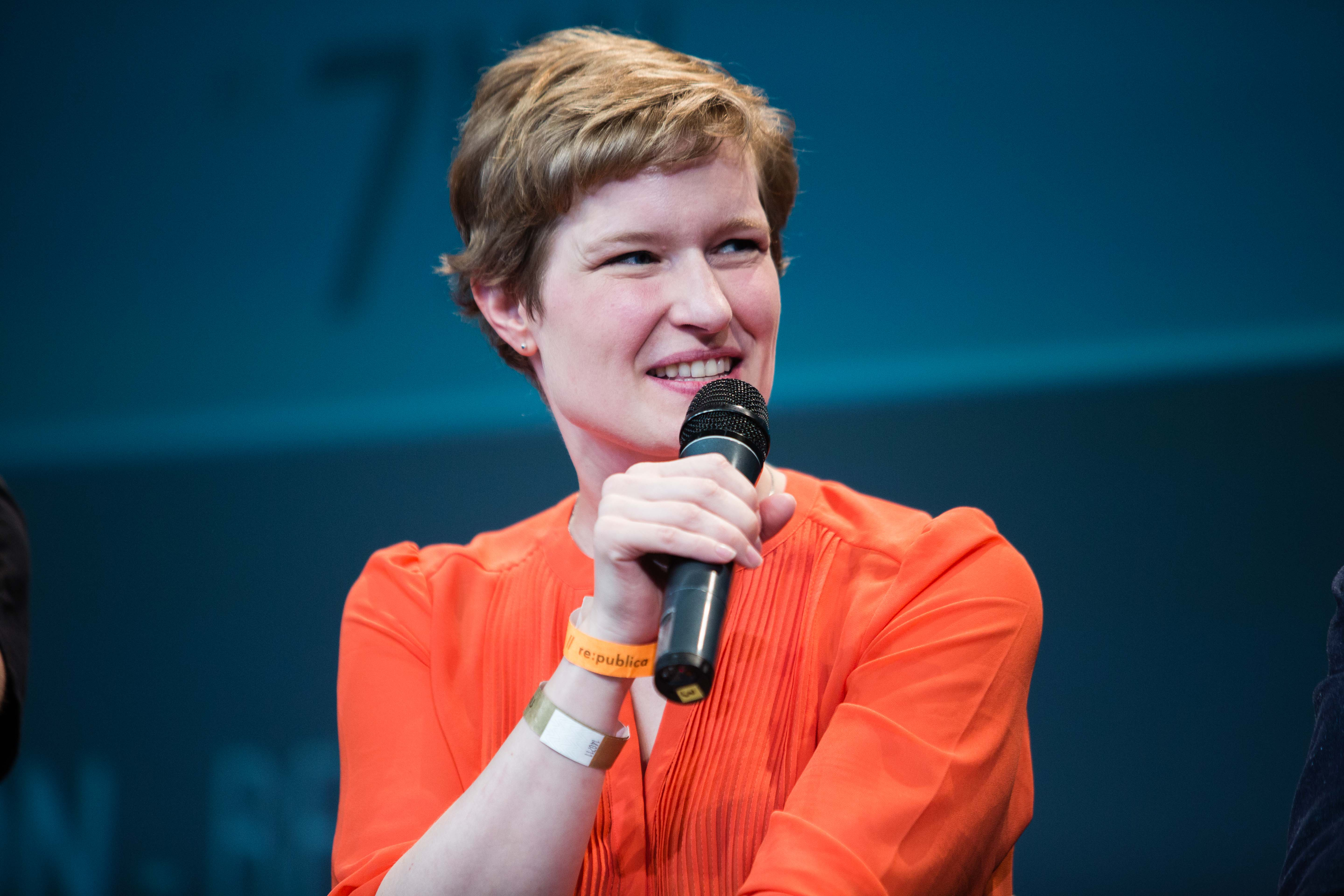
Stefanie Lohaus auf re:publica 2015

Stefanie Lohaus (* 1978 in Dinslaken) ist eine deutsche Journalistin und Autorin. Sie ist Mitbegründerin und Mitherausgeberin des Missy Magazine.

## Leben
Stefanie Lohaus wurde 1978 in Dinslaken geboren und studierte Angewandte Kulturwissenschaften in Lüneburg. 2008 gründete sie mit Chris Köver und Sonja Eismann das Missy Magazine, dessen Mitherausgeberin sie seitdem ist. Sie ist außerdem Gründungsmitglied und Redakteurin des Blogs „10 nach 8“, das auf den Seiten von Zeit Online erscheint (bis 2015: „10vor8“ auf faz.net).
2015 erschien das Buch Papa kann auch stillen, das sie gemeinsam mit ihrem Partner Tobias Scholz verfasst hat. Es basiert auf Texten der Kolumne „Das Prinzip 50/50“, die 2013 auf Zeit Online erschien. Mit Stärker als Wut. Wie wir feministisch wurden und warum es nicht reicht erschien 2023 ihr zweites Buch, in dem sie sich mit Feminismus in Vergangenheit, Gegenwart und Zukunft auseinandersetzt.
Stefanie Lohaus lebt als Journalistin und freie Autorin in Berlin. Sie ist verheiratet und hat zwei Kinder.

## Werke
- Papa kann auch stillen, Goldmann Verlag, München 2015, ISBN 978-3-442-15831-7.
- Stärker als Wut. Wie wir feministisch wurden und warum es nicht reicht, Suhrkamp, Berlin 2023, ISBN 978-3-518-47359-7.